# Transparentpapier

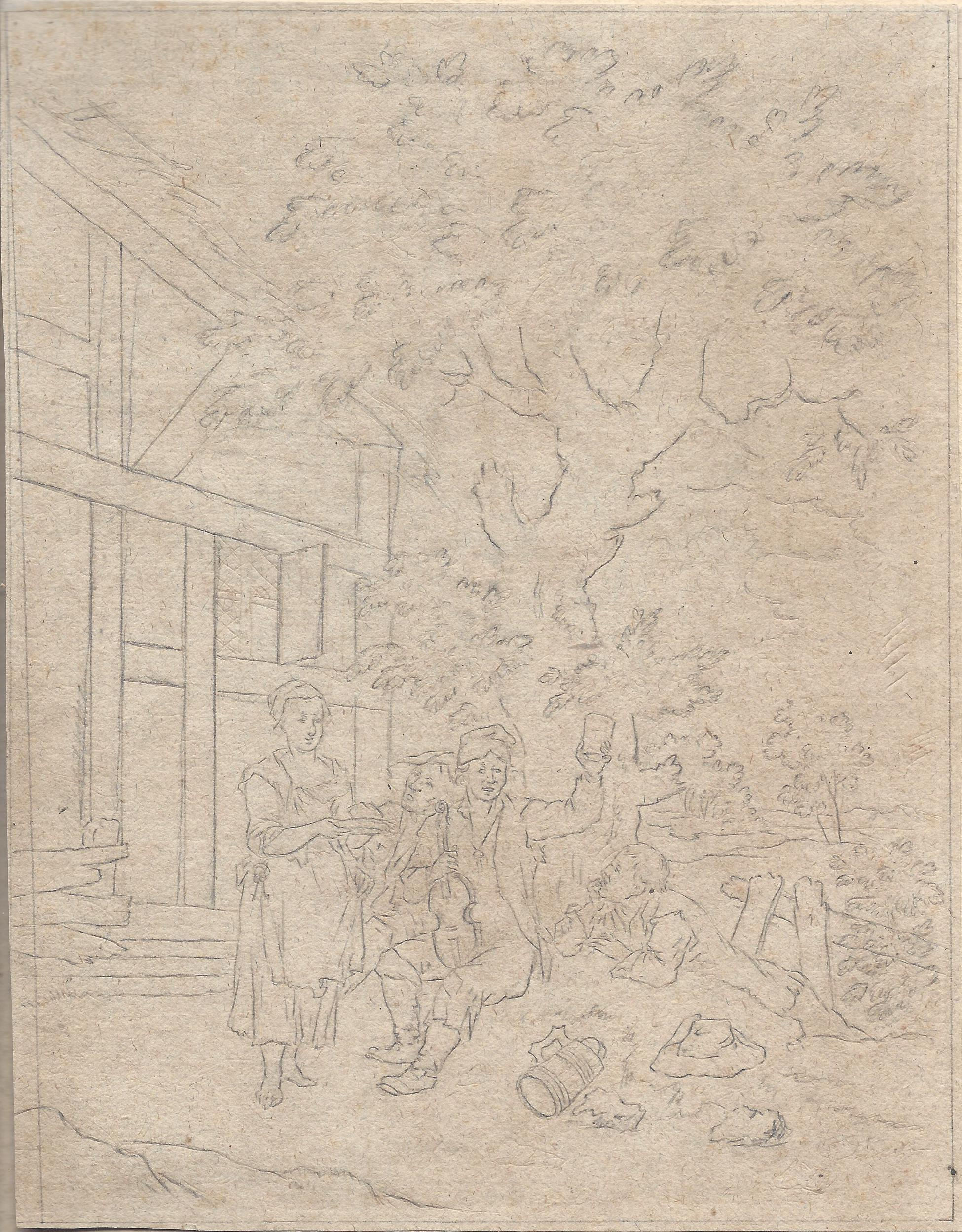
Johann Michael Frey (1750–1818) stumpf durchgepauste Zeichnung

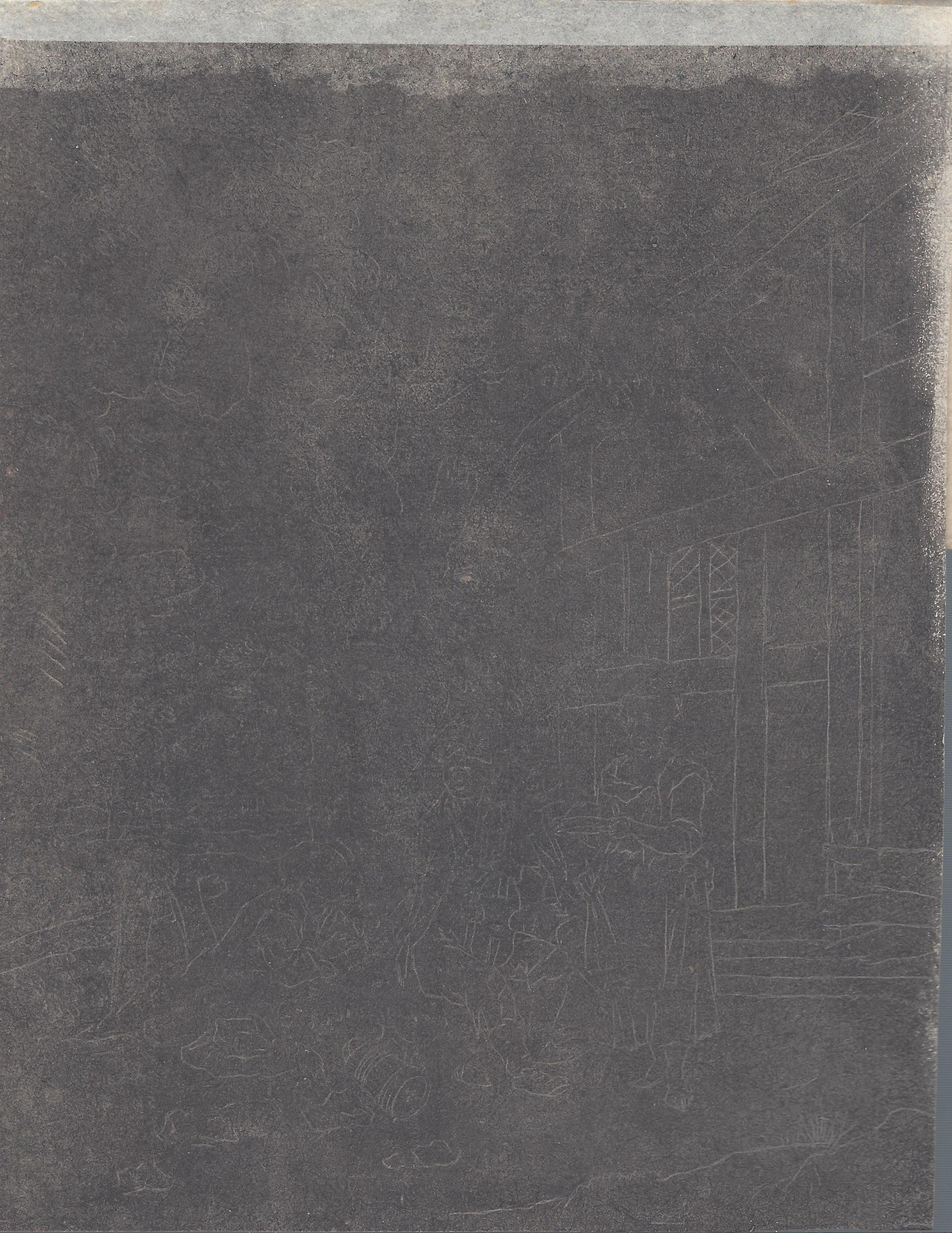
Gleiche Zeichnung, rückseitig mit Kohle geschwärzt und stumpf durchgepaust

Transparentpapier ist durchscheinendes (transparentes) Papier, das für verschiedene Zwecke und mit unterschiedlichen Verfahren hergestellt wird.

## Verwendungszwecke

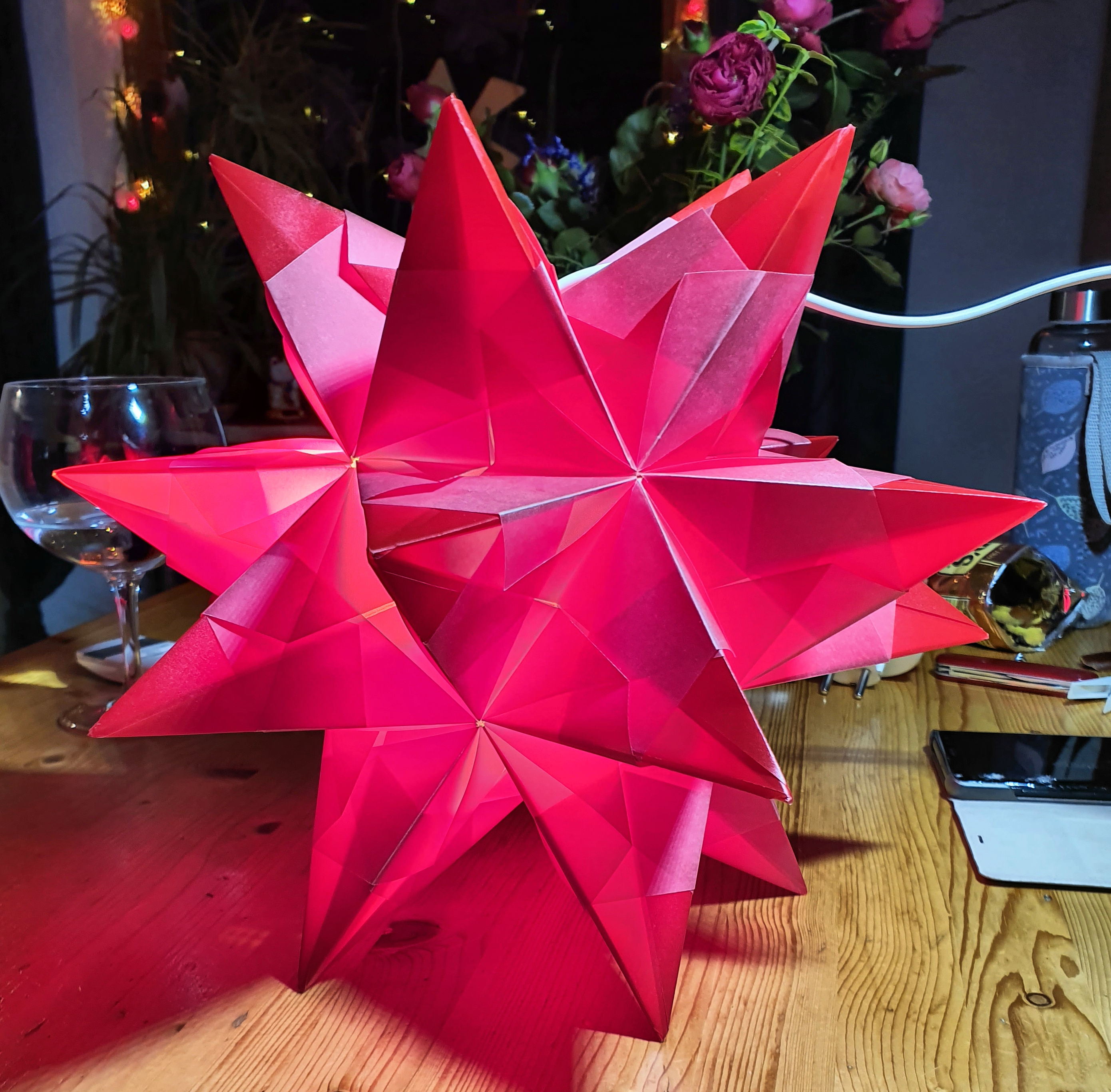
Beleuchteter Bascetta-Stern aus Transparentpapier Ø 30 cm

### Pauspapier
Pauspapier dient der manuellen Anfertigung von Kopien eines Originals (in der bildenden Kunst oder für technische Zeichnungen, besonders in der Architektur) (es sollte nicht mit Durchschreibepapier verwechselt werden).
Ebenso können Vorlagen auf Transparentpapier angefertigt werden, die dann im Lichtpausverfahren vervielfältigt werden.

### Zeichnungen und Skizzen
In gestalterischen und technischen Berufen werden Entwürfe und technische Zeichnungen oft auf Transparentpapier ausgeführt, da es die Übernahme von darunterliegenden Vorlagen erlaubt. Siehe Kontaktkopie#Transparentpapierkopie
Dünnes Transparentpapier auf Rollen wird etwa von Architekten verwendet, um eine Skizze durch einfaches Überdecken mit einer neuen Lage Transparentpapier beliebig oft neu anfertigen und dabei auf Basis der vorherigen Skizze anpassen und korrigieren zu können.
Dickeres Transparentpapier wird zum Anfertigen technischer Zeichnungen verwendet, da es ein mehrfaches Auskratzen und Korrigieren von Tuschelinien mit Schaber, Klinge oder Glasradierer erlaubt, bevor ein Loch entsteht.

### Technische Verwendungen
- Laboranwendungen, beispielsweise als Membran
- für einfache Hygrometer
- früher: als Isolierpapier in Kondensatoren

### Sonstiges
- Verpackungszwecke
- transparentes Backpapier
- Zwischenseiten in Fotoalben (siehe auch Spinnenpapier)
- Bastelpapier

## Herstellungsarten
- Seidenpapiere: Sie sind eigentlich keine klassischen Transparentpapiere. Da sie sehr dünn hergestellt werden, erscheinen sie relativ transparent.
- imprägnierte Papiere: Durch Imprägnieren mit trocknenden Ölen, Harzen, Wachsen, Fetten wird ein Papier aus rösch gemahlenen Fasern transparent gemacht
- vegetabiles Pergament: Ein Papier aus Zellstoff wird in einem Schwefelsäurebad angelöst. Die angelöste Zellulose füllt die Zwischenräume im Papier aus, das dadurch transparent wird. In einem abschließenden Bad wird die Schwefelsäure wieder ausgewaschen.
- Naturpauspapiere: schmierig gemahlene Fasern, die dann aber oft noch zusätzlich imprägniert werden. Durch die schmierige Mahlung reagieren diese Papiere extrem auf Feuchtigkeitsschwankungen.
- Pergamin: Durch schmierige Mahlung des Faserstoffes und anschließendes extrem starkes Kalandrieren wird die Luft zwischen den Fasern entfernt.